# NGC 7404
NGC 7404 é uma galáxia elíptica (E/SB0) localizada na direcção da constelação de Grus. Possui uma declinação de -39° 18' 53" e uma ascensão recta de 22 horas, 54 minutos e 18,6 segundos.
A galáxia NGC 7404 foi descoberta em 4 de Outubro de 1836 por John Herschel.